# Cladophoraceae
Cladophoraceae, porodica zelenih algi iz reda Cladophorales. Postoji oko 330 vrsta u 10 rodova

## Rodovi
1. Bryobesia Weber-van Bosse
2. Chaetomorpha Kützing
3. Cladophora Kützing
4. Lurbica Boedeker
5. Lychaete J.Agardh
6. Pseudorhizoclonium Boedeker
7. Rhizoclonium Kützing
8. Rama V.J.Chapman
9. Spongiochrysis Rindi, J.López-Bautista, A.R.Sherwood & Guiry
10. Willeella Børgesen